# Brauerei Göller
Die Brauerei Göller (auch: Zur Alten Freyung) ist eine deutsche Brauerei mit Sitz in der unterfränkischen Stadt Zeil am Main. Sie produzierte 2008 rund 60.000 Hektoliter Bier und andere Getränke.

## Geschichte
1514 verlieh das Bistum Bamberg der „Alten Freyung“ das Brau- und Schankrecht. Seit 1908 gehört das Unternehmen der Familie Göller. 
1989 errichtete die Brauerei ein modernes, computergesteuertes Sudhaus, welches dazu beitrug, dass die Produktion von 5.000 auf 25.000 Hektoliter erhöht werden konnte. Filtration, Abfüllung, Verwaltung und Vertrieb wurden 1995 aus der Altstadt in ein Gewerbegebiet ausgelagert.

## Produkte
Gebraut werden (Stand 2020) neun traditionelle Biersorten, vier Sorten 'Kaiser Heinrich', drei Bockbiere, elf Craft-Biere und drei Sorten alkoholfreies Bier.